# Ulica Lubelska w Krakowie
Ulica Lubelska – ulica w Krakowie, w dzielnicy V Krowodrza, na Krowodrzy. Łączy ulicę Mazowiecką z ulicą Prądnicką.

## Historia
Została wytyczona ok. 1800 roku. Za czasów Wolnego Miasta Krakowa wzdłuż obecnej ulicy Lubelskiej biegły jego okopy. Do dzisiaj można zobaczyć je w postaci skarpy przy skrzyżowaniu z ulicą Mazowiecką.
W 1911 roku została przedłużona w kierunku Nowego Kleparza.

## Zabudowa
Zabudowa ulicy pochodzi głównie z okresu międzywojennego. W jej skład wchodzi m.in.:
- budynek urzędu dzielnicy (1928-1929)
- zespół mieszkaniowy przy skrzyżowaniu z ul. Śląską (1928-1929)
- budynek Zakładów Teleleelektronicznych Telkom-Telos pod numerem 14
- kapliczka kolumnowa z 1886 roku

## Nazwy na przestrzeni dziejów
- początek XIX wieku – Przecznica Krowoderska
- lata 70. XIX wieku – 1912 – św. Ducha
- od 1912 – Lubelska

## Galeria

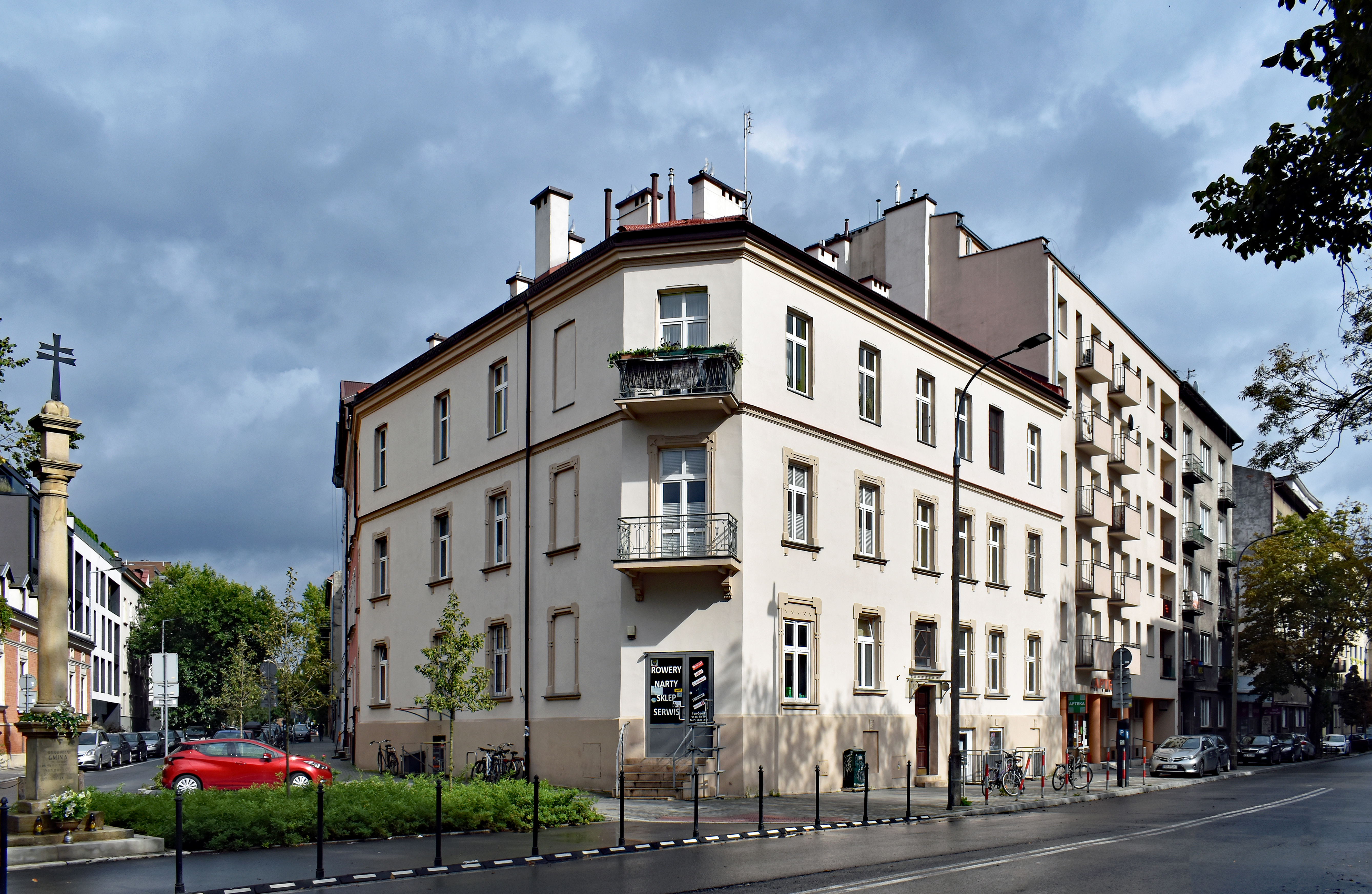
ul. Lubelska 1 (ul. Mazowiecka 15) Kamienica (ok. 1914)
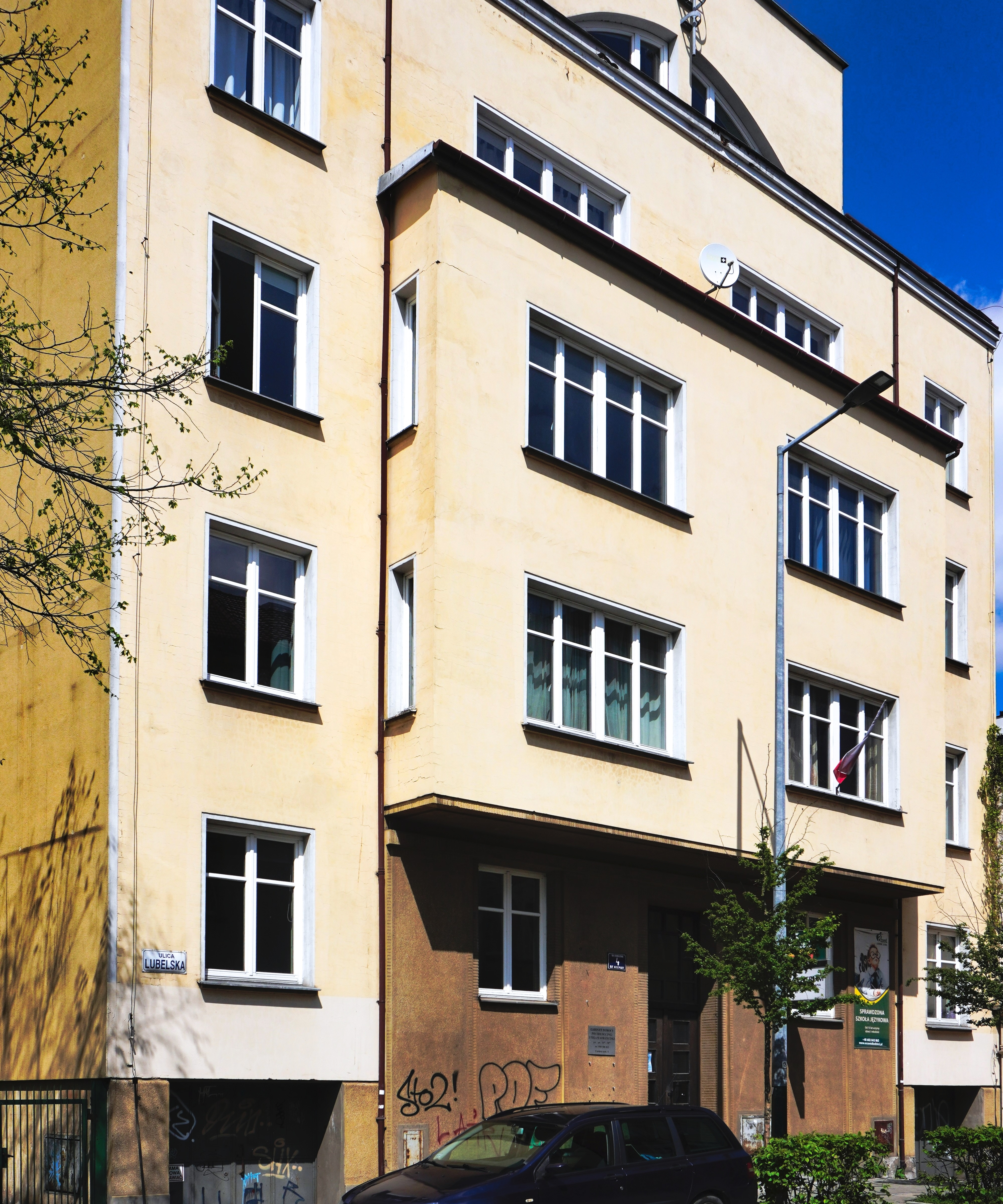
ul. Lubelska 4 Kamienica (proj. Franciszek Korfel, 1938)
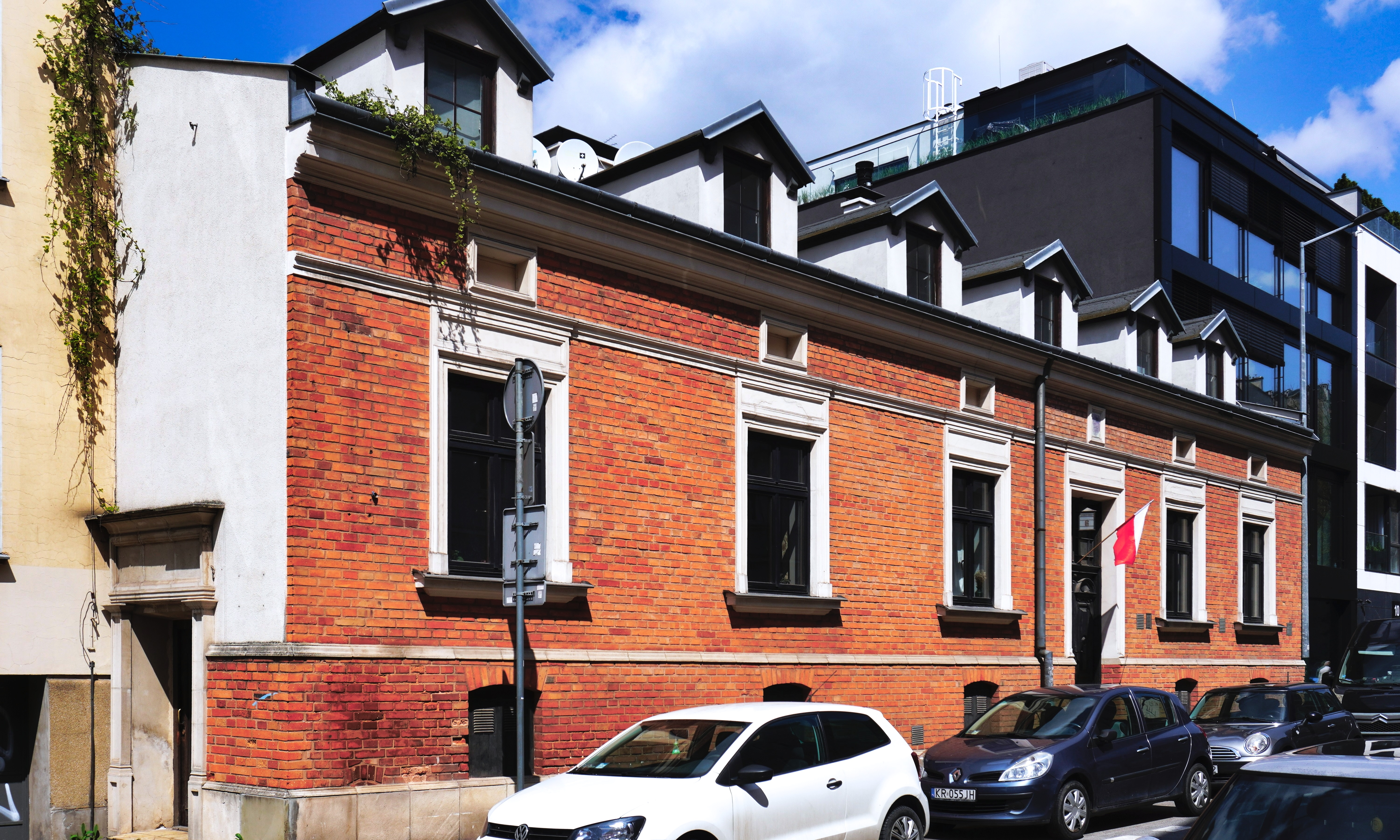
ul. Lubelska 6 Dom (proj. Ludwik Paciorkowski, 1919)
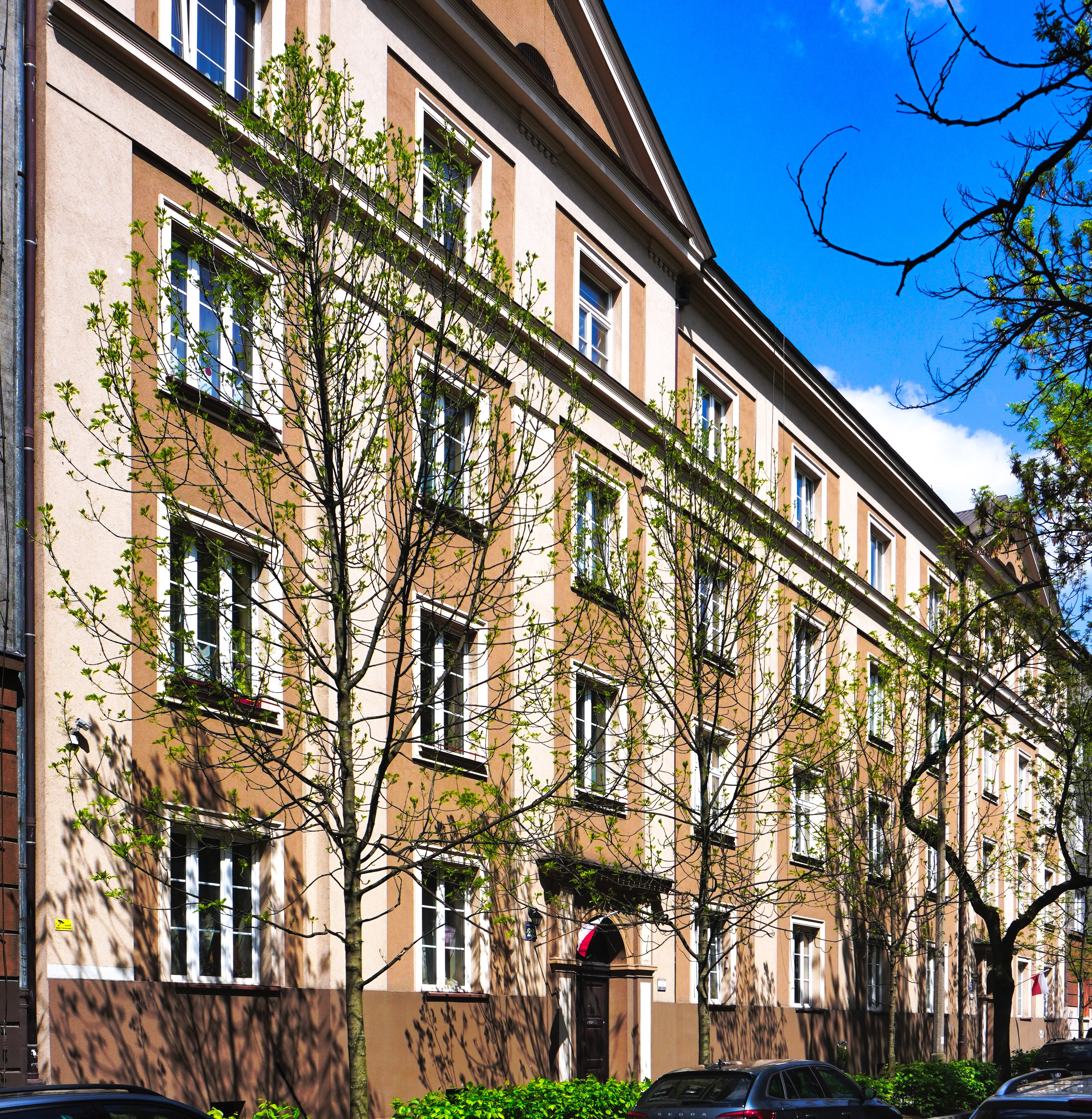
ul. Lubelska 22–24 Kamienica (proj. Józef Pokutyński, 1924)